# Elementierung
Elementierung ist ein Verfahren zur Planung eines Bauwerks aus mehreren nicht vor Ort erstellten Teilen.
In Deutschland verdrängt das Bauen aus gelieferten Betonfertigteilen das Bauen vor Ort. Immer mehr Aufgaben werden ausgelagert und nicht auf der Baustelle selbst ausgeführt. Häufig übernehmen dabei die beauftragten Betonwerke die Aufgabe des Elementierens. Ihre Planer untersuchen die Baupläne und teilen zum Beispiel Wandstücke so ein, dass sie in ihrem Werk hergestellt und leicht zur Baustelle transportiert werden können. 
Bei der Elementierung spielen viele Faktoren eine Rolle, darunter die maximalen Transportabmessungen, das maximale Transportgewicht oder die maximal mögliche Belastung der Baustellenkräne.
Siehe auch: Modularität